# Loucelles
Loucelles és un municipi francès situat al departament de Calvados i a la regió de Normandia. L'any 2007 tenia 185 habitants.

## Demografia

### Població
El 2007 la població de fet de Loucelles era de 185 persones. Hi havia 65 famílies de les quals 15 eren unipersonals (15 homes vivint sols), 19 parelles sense fills i 31 parelles amb fills.
La població ha evolucionat segons el següent gràfic:
Habitants censats

### Habitatges
El 2007 hi havia 74 habitatges, 69 eren l'habitatge principal de la família, 1 era una segona residència i 5 estaven desocupats. 70 eren cases i 3 eren apartaments. Dels 69 habitatges principals, 53 estaven ocupats pels seus propietaris, 14 estaven llogats i ocupats pels llogaters i 2 estaven cedits a títol gratuït; 1 tenia una cambra, 3 en tenien dues, 10 en tenien tres, 15 en tenien quatre i 40 en tenien cinc o més. 55 habitatges disposaven pel capbaix d'una plaça de pàrquing. A 22 habitatges hi havia un automòbil i a 42 n'hi havia dos o més.

### Piràmide de població
La piràmide de població per edats i sexe el 2009 era:
| Homes | Edats   | Dones |
| ----- | ------- | ----- |
| 0     | 95 o +  | 0     |
| 0     | 90 a 94 | 0     |
| 0     | 85 a 89 | 4     |
| 0     | 80 a 84 | 4     |
| 0     | 75 a 79 | 0     |
| 4     | 70 a 74 | 4     |
| 0     | 65 a 69 | 0     |
| 4     | 60 a 64 | 0     |
| 0     | 55 a 59 | 0     |
| 16    | 50 a 54 | 8     |
| 8     | 45 a 49 | 8     |
| 0     | 40 a 44 | 0     |
| 8     | 35 a 39 | 8     |
| 4     | 30 a 34 | 4     |
| 4     | 25 a 29 | 8     |
| 0     | 20 a 24 | 4     |
| 4     | 15 a 19 | 0     |
| 8     | 10 a 14 | 0     |
| 0     | 5 a 9   | 4     |
| 0     | 0 a 4   | 0     |

## Economia
El 2007 la població en edat de treballar era de 124 persones, 97 eren actives i 27 eren inactives. De les 97 persones actives 93 estaven ocupades (53 homes i 40 dones) i 4 estaven aturades (1 home i 3 dones). De les 27 persones inactives 15 estaven jubilades, 6 estaven estudiant i 6 estaven classificades com a «altres inactius».

### Ingressos
El 2009 a Loucelles hi havia 71 unitats fiscals que integraven 200 persones, la mediana anual d'ingressos fiscals per persona era de 21.216 €.

### Activitats econòmiques
Dels 9 establiments que hi havia el 2007, 4 eren d'empreses de construcció, 2 d'empreses de comerç i reparació d'automòbils, 1 d'una empresa immobiliària, 1 d'una empresa de serveis i 1 d'una empresa classificada com a «altres activitats de serveis».
Dels 3 establiments de servei als particulars que hi havia el 2009, 1 era un guixaire pintor i 2 lampisteries.
L'any 2000 a Loucelles hi havia 6 explotacions agrícoles.

## Poblacions més properes
El següent diagrama mostra les poblacions més properes.